# Norwegian Star
El Norwegian Star és un vaixell de passatgers de la companyia de creuers Norwegian Cruise Line.
Va començar a ser construït el 2000 per Meyer Werft a Papenburg, Alemanya, originalment encarregat per Star Cruises, i havia d'anomenar-se SuperStar Libra. Quan Star Cruises va comprar Norwegian Cruise Line, li va canviar el nom al vaixell i el va transferir a Norwegian (amb el seu vaixell germà, el SuperStar Scorpio que esdevindria el Norwegian Dawn). Va ser avarat el 2001.
Navega amb bandera de Bahames. Té eslora de 294 m, mànega de 32.2 m, amb 15 cobertes, calat de 8.2 m. Nominalment accepta 2348 passatgers i 1083 tripulants. Des de 2013, el Norwegian Star alterna entre Europa del Nord i el Bàltic a l'estiu, i la Riviera de Mèxic i el canal de Panamà a l'hivern.